# The Frighteners
The Frighteners (alternativ The Frighteners – Herr der Geister) ist eine Horrorkomödie aus dem Jahr 1996. Regisseur der Komödie war Peter Jackson. Im imaginären Örtchen Fairwater, Kalifornien verfolgt Geisterjäger Frank Bannister (Michael J. Fox) spukende Mörder.

## Handlung
Frank Bannister hat seine Ehefrau bei einem Autounfall verloren. Allerdings hat er bei diesem Unfall auch eine Gabe erhalten, denn plötzlich kann er Geister sehen und mit ihnen sprechen. Dies macht er sich als selbsternannter Geisterjäger dann auch zunutze: Zusammen mit einem schrägen Geistertrio bestehend aus dem Judge (englisch „Richter“), einem Revolverhelden und ehemaligen Richter, dem in den 1970er Jahren gestorbenen Cyrus und dem Akademiker Stuart zieht er gutgläubigen Leuten das Geld aus der Tasche.
Die krummen Geschäfte dieser Geisterjäger-Agentur werden von der Presse durchkreuzt. Auch der Sensenmann persönlich schaltet sich in die Geschichte ein und so wird Bannister vom Jäger zum Gejagten. Er hatte zum Beispiel Ärger mit seinem letzten Kunden Ray Lynskey, dem Ehemann von Lucy Lynskey. Nachdem Frank von Ray vertrieben wurde, ist dieser am nächsten Tag gestorben. Für Frank ist es nicht das erste Mal, dass man ihn des Mordes verdächtigt. Man hatte ihn sogar verdächtigt, seine eigene Ehefrau ermordet zu haben.
Allerdings schlägt sich nun auch die verwitwete Ärztin Lucy Lynskey auf die Seite von Bannister, um ihm aus dieser Patsche zu helfen. Sie glaubt, dass es zwischen den Todesfällen und einer Patientin namens Patricia Ann Bradley eine Verbindung gibt. Vor mehr als zwanzig Jahren hatte ein Krankenpfleger namens Johnny Bartlett mit einem Gewehr zwölf Menschen im Krankenhaus erschossen und zur Seite soll ihm die damals fünfzehnjährige Patricia gestanden haben, die in ihn verliebt war. Bartlett wurde wegen Mordes zum Tode verurteilt und auf dem elektrischen Stuhl hingerichtet. Patricia landete in einer Nervenheilanstalt, aus der sie fünfzehn Jahre später entlassen wurde. Ihre eigene Mutter hielt sie dann im Elternhaus fest.
Frank muss nun nicht nur seine Unschuld beweisen, sondern auch weitere Morde durch den Sensenmann verhindern. Ihm wird schnell klar, dass er als Lebender nicht die Möglichkeit besitzt, den Sensenmann zu bekämpfen, deshalb fasst er einen gefährlichen Plan: Er will für kurze Zeit aus dem Leben scheiden, um als Geist dem Sensenmann entgegenzutreten. Sein Plan gelingt, er kann den Sensenmann zwar nicht vernichten, aber nun kennt er dessen Identität: Es ist der Geist des hingerichteten Johnny Bartlett, der dessen Mordserie weiterführt. Frank, der nun wieder unter den Lebenden weilt, weiß jetzt, wie er Bartlett bekämpfen kann. Er stellt ihn und dessen Geliebte Patricia zum entscheidenden Kampf dort, wo alles begann: Im verlassenen Krankenhaus, in dem Bartlett seine ersten Morde verübte. Nur so kann er seine Unschuld beweisen und seinen inneren Frieden zurückgewinnen.

## Kritiken
„Ghostbuster-Lehrling Michael J. Fox pfuscht in Peter Jacksons köstlichem Gruselspaß einem spukenden Mörder ins Handwerk.“

„Eine zähe, unausgegorene und auch unlogische Horrorkomödie, die nur in wenigen Momenten unterhält, ansonsten Kalauer mit satirischer Ironie verwechselt und Fantasie, Leichtigkeit und Unbekümmertheit den vielen Kompromissen opfert.“

„In seinem Hollywood-Debüt, das er gleichwohl daheim in Neuseeland drehte, verzichtet Jackson auf Blutbäder und brennt ein Feuerwerk aus groteskem Humor und Horrortricks ab.“

Auf der Film-Website Rotten Tomatoes erhielt der Film in 67 Prozent positive Bewertungen (62 Kritiken) und erreichte 71 Prozent Zustimmung in der Publikumswertung (bei über 50.000 Einzelbewertungen).

## Auszeichnungen
Bei den Saturn Awards im Jahr 1997 erhielt der Film insgesamt acht Nominierungen, hat aber am Ende keinen Preis bekommen. Er gewann den Preis des Festival Internacional de Cinema de Catalunya für die Spezialeffekte und wurde in der Kategorie Bester Film für den gleichen Preis nominiert.

## Hintergrund
Die Geschichte war zunächst als Episode der Fernsehreihe Geschichten aus der Gruft geplant, allerdings fand Produzent Zemeckis das Drehbuch so gut, dass er daraus einen eigenen Film produzieren wollte. Für Michael J. Fox war es seine letzte große Rolle, danach zog er sich wegen seiner Parkinson-Krankheit vom Filmgeschäft zurück.
Obwohl der Film in den USA spielt, wurde er komplett in Neuseeland gedreht. Drehorte waren in erster Linie die Hauptstadt Wellington, aber auch der kleine Ort Lyttelton auf der Südinsel. Innenszenen wurden in den Camperdown Studios in Miramar gedreht.
Die Namensgebung für die Familie Lynskey basiert auf dem richtigen Namen der Schauspielerin Melanie Lynskey, welche in Peter Jacksons Film Heavenly Creatures eine der Hauptrollen spielte.
Auf dem Friedhof taucht R. Lee Ermey als Geist eines Sergeants der US Army auf. Ermey wurde bekannt durch die Rolle des Gunnery Sergeants Hartman in dem Film Full Metal Jacket, an die sein Auftritt in The Frighteners eng angelehnt ist.

## Director’s Cut
Anfang Dezember 2005 erschien in Deutschland der Director’s Cut von The Frighteners in englischer Sprache auf DVD. Die von Peter Jackson Director’s Fun Cut getaufte Version ist zirka zwölf Minuten länger als die Kinoversion. Der Director’s Cut beinhaltet hauptsächlich einige witzige Szenen mehr und obwohl keine Gewaltszenen herausgeschnitten wurden, erhielt er eine FSK-16-Freigabe im Gegensatz zur Kinofassung, die ab 18 Jahren freigegeben wurde. Im Juli 2018 wurde auch die Kinofassung nach erneuter Prüfung durch die FSK ebenfalls ab 16 Jahren freigegeben.
Eine erweiterte Szene im Director’s Cut zeigt Regisseur Peter Jackson in einem Cameo-Auftritt, in dem er als Punk verkleidet Bannister den Mittelfinger zeigt. Jackson hatte diese Szene ursprünglich gekürzt, da er seinen Auftritt als zu selbstverliebt ansah.
Am 2. Dezember 2022 feierte der Film seine Premiere auf 4k UHD Blu-ray durch das Label Turbine Medien in Form einer 6-Disc Ultimate Edition in einer Capbox.
Enthalten sind 2 UHD Blu-rays mit der Kinofassung und dem Director’s Cut, 2 Blu-rays mit der Kinofassung und dem Director’s Cut und 2 Blu-rays mit Bonusmaterial.
Der Director’s Cut ist hier erstmals in komplett deutsch synchronisierter Fassung enthalten.